# Чорна Тиса (курорт)
Чорна Тиса — невеликий гірськолижний курорт, розвинутий на основі гірськолижної ДЮСШ в селі Чорна Тиса, Рахівського району, Закарпатської області. Спуск розміщений на височині Сукровиця. Дорога — 200 м, траса — 400 м, перепад висот — 60 м, наявний пункт прокату спорядження. Траса полога, коротка.
- Спуски: 500 м, перепад висот — 60 м.
- Витяги: 1 бугельного типу на 200 м.

Можливе катання тільки взимку, оскільки штучного снігу немає.